# 고든 존스

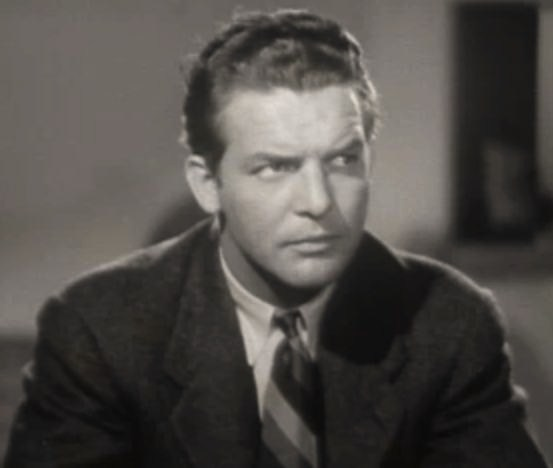

고든 존스(Gordon Jones, 1911년 4월 5일 ~ 1963년 6월 12일)는 미국의 배우, 텔레비전 배우, 영화배우, 연극 배우이다.

## 영화
- 맥린턱 (1963년)
- 건망증 선생님 2 (1963년)
- 쉐기 독 (1959년)
- 퍼펙트 퍼로 (1959년)
- 세상에 도전한 괴물 (1957년)
- 테이크 더 하이 그라운드! (1953년)
- 애보트와 코스텔로- 크리스마스 쇼 (1952년)
- 빅 짐 맥레인 (1952년)
- 위닝 팀 (1952년)
- 노스 오브 더 그레이트 디바이드 (1950년)
- 이지 리빙 (1949년)
- 테이크 미 아웃 투 더 볼 게임 (1949년)
- 도쿄 조 (1949년)
- 외교 문제 (1948년)
- 월터의 비밀 인생 (1947년) - 터비 워즈워스 역
- 리비아 상륙작전 (1942년)
- 마이 시스터 에일린 (1942년)
- 트루 투 더 아미 (1942년)
- 닥터 테이크 어 와이프 (1940년)
- 그린 호넷 (1940년)
- 바다의 거인 (1937년)
- 워킹 온 에어 (1936년)